# Nemetschek SE
Die Nemetschek SE ist ein von dem Bauingenieur Georg Nemetschek gegründeter deutscher Bausoftware-Konzern. Sie bietet Softwareprodukte für Architekten, Ingenieure, die Bauwirtschaft und Immobilienunternehmen an. Nemetschek hat über 6 Mio. Nutzer in 142 Ländern. Ein Drittel des Umsatzes machte die Nemetschek Group 2019 in den USA, ein Zehntel in Asien.

## Geschichte
Das Unternehmen wurde 1963 von dem deutschen Bauingenieur Georg Nemetschek (* 1934) als  Ingenieurbüro für das Bauwesen mit Schwerpunkt auf Tragwerksplanung gegründet. 1977 begann Nemetschek mit dem Vertrieb seines Programmsystems Statik 97/77 für den Ingenieurbau.
Auf der Hannover Messe 1980 präsentierte Nemetschek ein Softwarepaket für die integrierte Berechnung und Konstruktion von Standardbauteilen für den Massivbau.

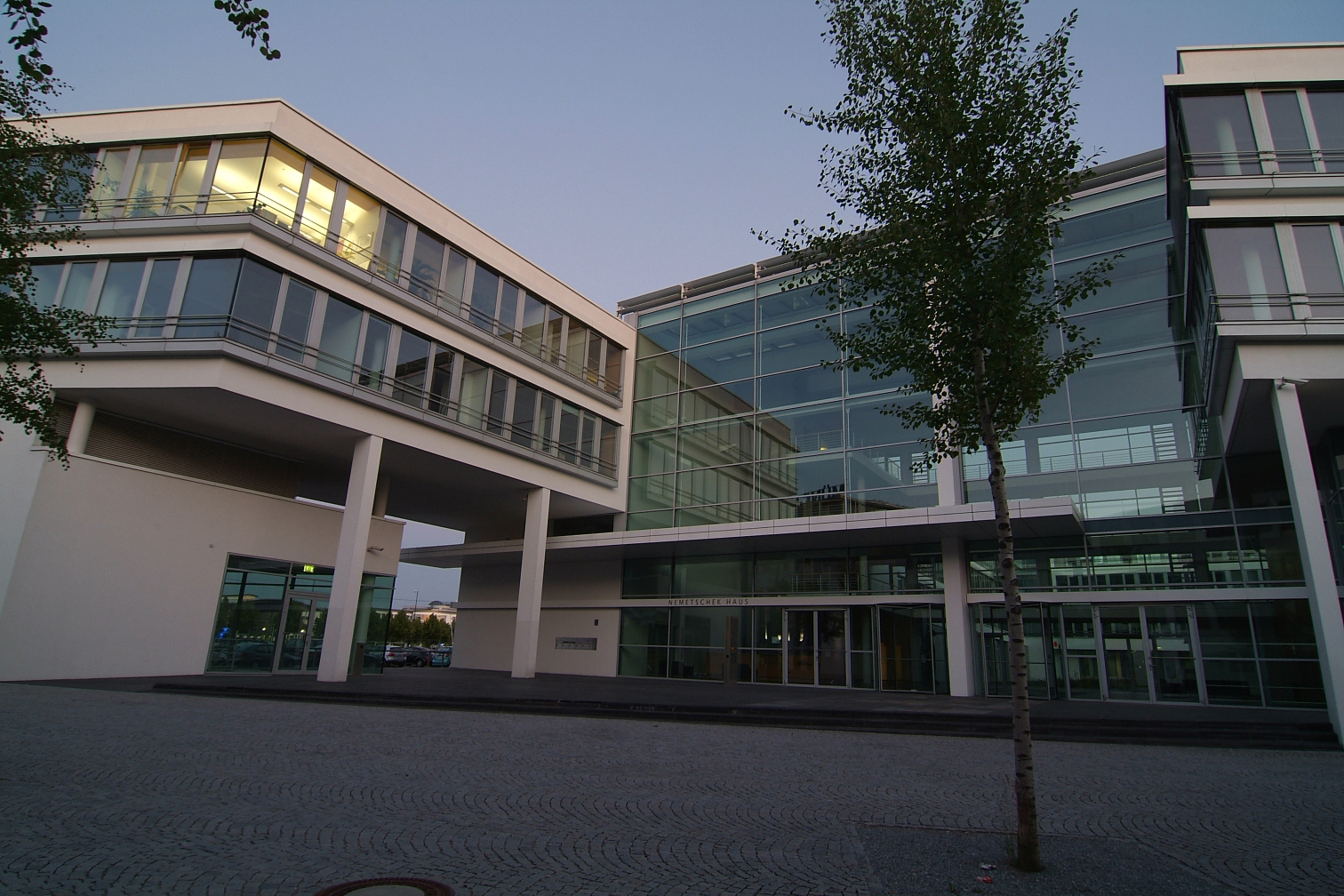
Der Hauptsitz von Nemetschek in München

1981 wurde die Nemetschek Programmsystem GmbH gegründet, die Entwicklung und Vertrieb der Software übernahm. Das Hauptprodukt Allplan, ein CAD-System für Architekten und Ingenieure, erschien 1984. Mit ihm konnten Planer Gebäude dreidimensional modellieren.
Ende der 1980er Jahre begann Nemetschek international zu expandieren: Bis zum Jahre 1996 hatte das Unternehmen Tochtergesellschaften in acht europäischen Ländern, Vertriebspartner in neun Ländern Europas und seit 1992 auch einen weiteren Entwicklungsstandort in Bratislava, Slowakei. Ende der 1990er Jahre kamen Unternehmenskäufe hinzu, beispielsweise der Statik-Programmanbieter Friedrich + Lochner oder die Ainedter Gruppe mit Software für die Betonfertigteilindustrie, die später in Allplan aufging.
Das seit 1994 als Nemetschek AG firmierende Unternehmen ging 1999 an die Börse und wird am Prime Standard und im TecDAX notiert. Es folgten eine Reihe von Unternehmensübernahmen, darunter als größte Akquisitionen die amerikanische Diehl Graphsoft (heute Vectorworks mit dem Produkt Vectorworks) und Maxon Computer GmbH mit ihrer Software Cinema 4D für Visualisierung und Animation. 2006 folgten zwei weitere Akquisitionen mit dem Zukauf der ungarischen Graphisoft mit dem Hauptprodukt ArchiCAD und der belgischen Scia International.
2013 übernahm Nemetschek den Versorgungstechnik-Lösungsanbieter Data Design System (DDS). Im Oktober 2014 wurde der US-Softwareanbieter Bluebeam Software, Inc. übernommen, ein Anbieter von PDF-basierten Workflow-Lösungen. Ende Dezember 2015 übernahm Nemetschek den BIM-Spezialisten Solibri. 2016 im März erfolgte die Umfirmierung von der Aktiengesellschaft zur Europäischen Gesellschaft (SE) und im August 2016 eine weitere Übernahme von SDS2, einem US-Anbieter von BIM-3D-Software für Stahlkonstruktionen, der 2021 in Allplan integriert wurde. Im Januar 2017 folgte die Übernahme des norwegischen Softwareanbieters dRofus und im Oktober 2017 die der US-amerikanischen Baustatik-Software-Firma RISA Technologies.
Im August 2018 übernahm Nemetschek die MCS Solutions in Antwerpen, die Softwarelösungen für das Immobilien-, Facility- und Arbeitsplatzmanagement großer Organisationen anbietet und später in Spacewell umbenannt wurde. Die Nemetschek Group besteht aus 13 eigenständigen Marken.
In den letzten Jahren erfolgten weitere Übernahmen auf Markenebene, wie zum Beispiel die Akquisition von Redshift Rendering Technologies, Red Giant oder Pixologic, die nun alle drei zu Maxon gehören oder der spanischen DEXMA, die seit 2021 zur Marke Spacewell gehört.
Seit September 2018 ist Nemetschek zusätzlich zum TecDAX im MDAX gelistet.
Die Nemetschek Group und ihre Einzelmarken sind Mitglieder in zahlreichen Industrieverbänden wie BuildingSMART e. V., BVBS (Bundesverband Bausoftware), oder Deutsche Gesellschaft für Nachhaltiges Bauen (DGNB) und gelten seit Anbeginn als Verfechter offener Building Information Modeling (BIM)-Standards („open BIM“) in der AEC/O-Industrie (Architecture, Engineering, Construction, Operation).

## Geschäftsfelder und Tochterunternehmen
Seit 2008 fungiert die Nemetschek SE als Unternehmensholding mit den vier Geschäftsbereichen Planning & Design (Architektur und Ingenieurbau), Build & Construct, Manage & Operate sowie Media & Entertainment. Unter dem Dach der Holding werden 13 Produktmarken weitgehend eigenständig geführt. Laut Süddeutscher Zeitung ist Nemetschek der „einzige Software-Anbieter entlang der gesamten Wertschöpfungskette: dem Planen, Bauen und Betreiben von Immobilien.“

### Allplan
Die Firma Allplan GmbH mit Sitz in München entwickelt und vertreibt die Produktfamilie Allplan. Sie ging aus der Nemetschek Programmsystem GmbH hervor, die seit 1981 existierte. Das Unternehmen beschäftigt rund 600 Mitarbeiter (2023). 2024 wurden die vormals eigenständigen Scia (Tragwerkplanungs-Software) und Frilo (Baustatik-Software) Teil der Allplan.

### Bluebeam
Bluebeam Software wurde 2002 in Pasadena, Kalifornien (USA), gegründet und ist seit 2014 Teil der Nemetschek Group. Das Unternehmen entwickelt PDF-basierte Workflow- und Kollaborationslösungen, die es dokumentintensiven Branchen erlauben, papierlos zu arbeiten, Zeitpläne zu verkürzen, Kosten zu reduzieren und die Projektkommunikation zu verbessern.

### Crem Solutions
Crem Solutions bietet Software für die Immobilienverwaltung an.

### dRofus
dRofus mit Sitz in Oslo, Norwegen, und Niederlassungen in acht anderen Metropolen weltweit, ist einer der Anbieter von BIM-basierten Planungs-, Datenmanagement- und Collaboration-Lösungen für den Gebäudelebenszyklus.

### GoCanvas
Im Juni 2024 wurde GoCanvas, ein Anbieter für papierlose Erfassung und Auswertung von Formularen, für 770 Mio. US-$ (670 Mio. €) übernommen.

### Graphisoft
Graphisoft ist ein Anbieter von Architektursoftware. Das Unternehmen wurde 1982 gegründet und beschäftigt mehr als 380 Mitarbeiter. Die Unternehmenszentrale ist in Budapest und unterhält Niederlassungen in Deutschland, USA, Großbritannien, Japan, Hongkong, Brasilien, China, Mexiko und Singapur. Data Design System (DDS), einer der europäischen Anbieter von Open BIM-Entwurfs- und Dokumentationswerkzeugen für MEP-Fachleute (Mechanical, Electrical & Plumbing), wurde 1984 in Norwegen gegründet, agierte bis Ende 2021 als eigenständige Nemetschek Marke und operiert seit Anfang 2022 unter dem Dach von Graphisoft. Die Architektursoftware ArchiCAD ist nach eigenen Angaben in über 100 Ländern weltweit im Einsatz.

### Maxon
Maxon Computer GmbH entwickelt Cinema 4D, ein 3D-Modelling, Animations- und Rendering-Lösung. Das in Bad Homburg vor der Höhe bei Frankfurt/M. beheimatete Unternehmen unterhält Niederlassungen und Repräsentanzen in den USA, Großbritannien, Frankreich, Japan und Singapur.

### Nevaris
Nevaris Bausoftware GmbH bündelt seit Oktober 2015 die bisherigen Einzelmarken Nemetschek Bausoftware aus Bremen und die österreichische Nemetschek Auer.

### Risa
Risa mit Hauptsitz in Kalifornien entwickelt seit über 30 Jahren Konstruktions- und Optimierungs-Softwarelösungen.

### Scia
Die 1974 gegründete Scia nv (der Name steht für Scientific Applications) mit Sitz im belgischen Herk-de-Stad entwickelt und vertreibt Statik-Berechnungs-, Tragwerkplanungs- und -fertigungs-Software, mit einem Schwerpunkt auf Building Information Modeling. Scia beschäftigt rund 120 Mitarbeiter an zehn Standorten weltweit.

### Solibri
Solibri mit Hauptsitz in Helsinki, Finnland, bietet Software für die Qualitätsprüfung und BIM-Modellanalyse.

### Spacewell
Spacewell mit Hauptsitz in Antwerpen, Belgien, ist ein Software- und Technologieunternehmen, das sich darauf konzentriert, das Gebäudemanagement intelligenter zu gestalten.

### Vectorworks
Vectorworks, die frühere Diehl Graphsoft mit Sitz in Columbia (Maryland), entwickelt und vertreibt die Planungssoftware Vectorworks für die Bereiche Architektur, Landschaftsarchitektur, Stadtplanung, Innenarchitektur, Garten- und Landschaftsbau und Event-Planung. Vectorworks beschäftigt in den USA etwa 250 Mitarbeiter und unterhält weltweite Niederlassungen.

## Aktionärsstruktur
- 38,9 % Stiftungen Prof. Georg Nemetschek
- 4,0 % Nemetschek Stiftung
- 5,4 % Familie Nemetschek (Söhne)
- 2,7 % Georg Nemetschek (Gründer)
- 49,0 % Streubesitz[31]